# Sunil Manohar Gavaskar
Sunil Manohar Gavaskar (pronunciación en maratí: [suniːl ɡaːʋəskəɾ]; nacido el 10 de julio de 1949) es un excapitán del equipo nacional de críquet de India que representó a India y al Bombay desde 1971 hasta 1987. Gavaskar es reconocido como uno de los mejores bateadores de apertura de todos los tiempos.
Gavaskar fue ampliamente admirado por su técnica contra el fast bowling, con un promedio particularmente alto de 65.45 contra el equipo de las Indias Occidentales, que poseía un ataque de bolos rápidos, ampliamente considerado el más feroz en la historia del Test. Sin embargo, la mayoría de los siglos de Gavaskar contra el equipo de las Indias Occidentales fueron contra el equipo cuando su ataque de bolos rápidos no jugaba en conjunto. Su capitanía del equipo indio fue considerada una de las primeras en ser agresiva, con el equipo indio ganando la copa de Asia de 1984 y el Campeonato Mundial de Críquet en 1985. Al mismo tiempo, hubo múltiples intercambios de capitanía entre Gavaskar y Kapil Dev, con uno de estos intercambios ocurriendo apenas seis meses antes de que Kapil llevara a India a la victoria en la Copa Mundial de Críquet de 1983. También es un ex Sheriff de Mumbai.
Gavaskar es receptor del honor deportivo indio del Premio Arjuna y del honor civil del Padma Bhushan. Fue incluido en el ICC Cricket Hall of Fame en 2009. En 2012, recibió el C. K. Nayudu Lifetime Achievement Award, el mayor honor que la BCCI puede otorgar a un exjugador.

## Debut doméstico
Nacido en Mumbai en una familia de clase media maratí y estudiante de la St. Xavier's High School, el joven Sunil Gavaskar fue nombrado Mejor Jugador Escolar de Críquet de la India en 1966 mientras jugaba para su escuela. Anotó 246*, 222 y 85 en críquet escolar en su último año de educación secundaria antes de lograr un siglo contra los escolares londinenses que estaban de gira. Hizo su debut en primera clase para el Vazir Sultan Colts XI contra un XI de Dungarpur en 1966–67, pero permaneció en el equipo de Ranji Trophy de Bombay durante los siguientes dos años sin jugar un partido. Exalumno del St. Xavier's College de Bombay, debutó en la temporada 1968–69 contra Karnataka, pero hizo un duck (fuera sin anotar) y fue objeto de afirmaciones despectivas de que su selección se debía a la presencia de su tío Madhav Mantri, un ex portero de pruebas indio en el comité de selección de Bombay. Respondió con 114 contra Rajasthan en su segundo partido y dos siglos consecutivos adicionales lo llevaron a ser seleccionado en el equipo indio para la gira por las Indias Occidentales en 1970-71.

## Debut en Test

### Primera victoria en un Test en las Indias Occidentales
Después de perderse el primer Test debido a una infección en la uña, Gavaskar anotó 65 y 67 no out en el segundo Test en Port-of-Spain, Trinidad, logrando los puntos ganadores que dieron a India su primera victoria sobre las Indias Occidentales.

### Primer siglo en Test y primera victoria en serie sobre las Indias Occidentales
Luego siguió con su primer siglo, 116 y 64* en el tercer Test en Georgetown, Guyana, y 1 y 117* en el cuarto Test en Bridgetown, Barbados. Regresó a Trinidad para el quinto Test y anotó 124 y 220 para ayudar a India a su primera victoria en serie sobre las Indias Occidentales, y la única hasta 2006. Su desempeño en el Test lo convirtió en el segundo jugador después de Doug Walters en anotar un siglo y un doble siglo en el mismo partido y sigue siendo el único indio hasta la fecha en lograr esta hazaña. También se convirtió en el primer indio en lograr cuatro siglos en una serie de Test, el segundo indio después de Vijay Hazare en anotar dos siglos en el mismo Test, y el tercero después de Hazare y Polly Umrigar en anotar siglos en tres innings consecutivos. Fue el primer indio en acumular más de 700 puntos en una serie y hasta la fecha sigue siendo el único indio en hacerlo. Estos 774 puntos a 154.80 también siguen siendo la mayor cantidad de puntos anotados en una serie de debut por cualquier bateador. El cantante de calipso de Trinidad Lord Relator (Willard Harris) escribió una canción en honor a Gavaskar, el "Gavaskar Calypso".

### Tour de Inglaterra
La llegada de Gavaskar a Inglaterra en 1971 para una serie de tres Tests generó una gran publicidad a la luz de su serie debut. No pudo mantener su rendimiento, logrando solo dos medias centurias. Se vio envuelto en una controversia al tomar una carrera rápida del lanzamiento de John Snow. Colisionaron y Gavaskar cayó. Snow fue acusado de golpear deliberadamente a Gavaskar y fue suspendido. Los 144 carreras de Gavaskar con un bajo promedio de 24, llevaron a algunos a cuestionar la valía de Gavaskar para el cricket internacional.

### Tour de Inglaterra a India
En 1972–73, Inglaterra visitó India para una serie de cinco Tests, la primera de Gavaskar en casa. Fue ineficaz en los primeros tres Tests, acumulando solo sesenta carreras en cinco entradas mientras India tomaba una ventaja de 2–1. Anotó algunas carreras en los últimos dos Tests, que India empató para completar victorias consecutivas de serie sobre Inglaterra. Su primera serie en casa fue en gran medida decepcionante, sumando 224 carreras con un promedio de 24.89. Sus críticos ingleses se calmaron cuando India regresó en 1974 y Gavaskar anotó 101 y 58 en el segundo Test en Old Trafford. Logró 227 carreras con un promedio de 37.83 mientras India fue blanqueada 3–0.

### Tour de las Indias Occidentales
La serie de Gavaskar 1974–75 contra las Indias Occidentales fue interrumpida, jugando solo en el primer y quinto y último Test de la serie contra las Indias Occidentales. Anotó 108 carreras con un promedio de 27, con un 86 lanzado por Lance Gibbs en el estadio Wankhede de Bombay que albergaba el primer test en este terreno, lo más cercano que el público indio estuvo de ver un siglo. El Test fue el comienzo de una racha récord mundial de 106 apariciones en Test.
La temporada 1975–76 vio giras de tres y cuatro Tests de Nueva Zelanda y las Indias Occidentales, respectivamente. Gavaskar lideró a India en un Test por primera vez en enero de 1976 contra Nueva Zelanda durante el primer Test en Auckland cuando el capitán regular Bishen Singh Bedi sufría de una lesión en la pierna. A pesar de haber anotado solo 703 carreras con un promedio de 28.12 desde su serie debut, Gavaskar recompensó a los selectores con 116 y 35*. Como resultado, India aseguró una victoria por ocho wickets. Terminó la serie con 266 carreras con un promedio de 66.33. En la etapa de las Indias Occidentales de la gira, Gavaskar anotó siglos consecutivos de 156 y 102 en el segundo y tercer Test, ambos en Port of Spain, Trinidad. Estos fueron su tercer y cuarto siglos en los terrenos. En el tercer Test, su 102 ayudó a India a anotar 4/406 para establecer un récord mundial de la puntuación más alta en la cuarta entrada ganadora. El dominio de los indios sobre los lanzadores de las Indias Occidentales en una pista giratoria supuestamente llevó al capitán de las Indias Occidentales Clive Lloyd a jurar que dependería solo del ritmo en futuros Tests. Gavaskar totalizó 390 carreras con un promedio de 55.71 para la serie.

### Primer siglo en casa
Gavaskar no anotó un siglo en suelo indio hasta noviembre de 1976. En una temporada de ocho Tests, tres y cinco contra Nueva Zelanda y Inglaterra, respectivamente, Gavaskar anotó siglos en el primer y último Test de la temporada. El primero fue de 119 frente a su público local en el Wankhede Stadium, ayudando a India a una victoria. Gavaskar anotó otra media centuria en el segundo Test para terminar la serie con 259 con un promedio de 43.16. En el primer Test contra Inglaterra en Delhi, fue asediado al convertirse en el primer indio en alcanzar 1,000 carreras en Test en un año calendario. Una serie constante lo vio terminar con 394 carreras con un promedio de 39.4, con un siglo en el quinto Test y dos medias centurias.

### Gira por Australia
En 1977–78, giró por Australia, anotando tres siglos consecutivos en Test (113, 127, 118) en la segunda entrada de los primeros tres Tests en Brisbane, Perth y Melbourne, respectivamente. India ganó el tercero pero perdió los dos anteriores. Terminó la serie de cinco Tests con 450 carreras con un promedio de 50, fallando dos veces mientras India perdió el Test final y la serie 3–2.

### Gira de India por Pakistán
1978–79 vio a India girar por Pakistán para la primera serie entre los archirrivales en 17 años. Por primera vez, Gavaskar se enfrentó al punta de lanza del ritmo paquistaní Imran Khan, quien lo describió como "El bateador más compacto al que he lanzado". Gavaskar anotó 89 en el primer Test y 97 en el segundo, que India empató y perdió, respectivamente. Gavaskar reservó su mejor desempeño para el tercer Test en Karachi, anotando 111 y 137 en el tercero, pero no pudo evitar una derrota y la pérdida de la serie. Sus siglos gemelos lo convirtieron en el primer indio en anotar dos siglos en un Test en dos ocasiones, y lo vio superar a Umrigar como el máximo anotador de carreras en Tests de India. Gavaskar terminó la serie con 447 carreras con un promedio de 89.40.

## Capitanía

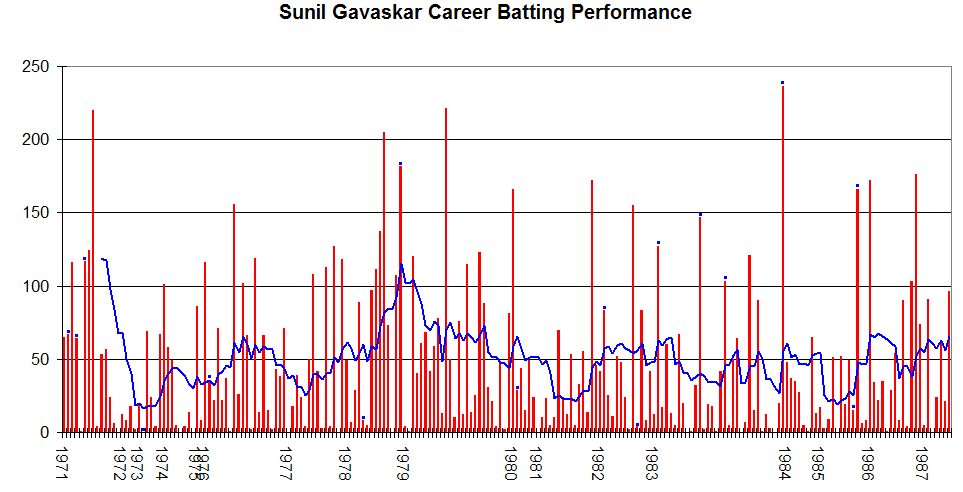
Gráfico de rendimiento de carrera de Sunil Gavaskar.

Gavaskar fue capitán del equipo indio en varias ocasiones a finales de los años 70 y principios de los 80, aunque su récord es menos que impresionante. A menudo equipado con ataques de bolos poco penetrantes, tendía a usar tácticas conservadoras que resultaron en un gran número de empates. Durante su mandato, Kapil Dev emergió como un principal lanzador de ritmo para el país. Dirigió a India a nueve victorias y ocho derrotas, pero la mayoría de los partidos fueron empates, 30.

### Primera serie de Tests como capitán
Su primera serie a cargo fue una visita de las Indias Occidentales a India para una serie de seis Tests. Los numerosos siglos grandes de Gavaskar contrastaron con varios fracasos. Su 205 en el primer Test lo convirtió en el primer indio en anotar un doble siglo en India contra las Indias Occidentales. Agregó 73 más en la segunda entrada de un empate de alta puntuación. Después de no anotar en el segundo Test, anotó 107 y 182 no en el tercer Test en Calcuta, otro empate de alta puntuación. Esto lo convirtió en el primer jugador en la historia de los Tests en lograr siglos en ambas entradas de un Test tres veces. Solo logró 4 y 1 en el cuarto Test en Madras cuando India forzó la única victoria de la serie. Publicó un cuarto siglo para la serie, anotando 120 en el quinto Test en Delhi, convirti
éndose en el primer indio en anotar cuatro siglos en una serie de Test. Agregó 35 más en el sexto Test, terminando la serie con 732 carreras con un promedio de 91.5.

### Destituido de la capitanía
A pesar de esto, fue destituido de la capitanía cuando India visitó Inglaterra en 1979 para una serie de cuatro Tests. La razón oficial dada fue que Srinivas Venkataraghavan fue preferido debido a su experiencia superior en suelo inglés, pero la mayoría de los observadores creían que Gavaskar fue castigado porque se pensaba que estaba considerando desertar a la World Series Cricket. Comenzó de manera consistente, anotando cuatro medias centurias en cinco entradas de los primeros tres Tests. Fue en el cuarto Test en The Oval donde produjo su mejor entrada en suelo inglés. India estaba 1-0 abajo y necesitaba alcanzar un récord mundial de 438 para empatar la serie. Llegaron a 76/0 al final del cuarto día. Liderados por Gavaskar, India progresó constantemente hasta estar 328/1 con 20 overs restantes en el día final con una victoria récord aún posible. Un contraataque liderado por Ian Botham vio la eliminación de Gavaskar, con India aún necesitando 49 carreras de 46 bolas. Con tres bolas restantes en el partido, todos los resultados eran posibles. India terminó nueve carreras cortas con dos wickets en mano cuando se dibujaron los stumps. Según Sanjay Manjrekar, fue "Gavaskar en su mejor momento, jugando contra el swing bowling a la perfección, tomándose su tiempo inicialmente y luego abriéndose. Nada en el aire, todo de libro." Terminó la serie con 542 carreras a 77.42 y fue nombrado como uno de los Wisden Cricketers of the Year.

### Restaurado a la capitanía
Gavaskar fue restaurado a la capitanía para la agotadora temporada 1979-80, con seis series de Tests en casa contra Australia y Pakistán. Los dos primeros Tests contra Australia fueron empates con muchas carreras donde solo cayeron 45 wickets, con India tomando la delantera en ambas después de hacer puntajes superiores a 400. India rompió la racha con una victoria de 153 carreras en el tercer Test en Kanpur, donde Gavaskar anotó 76. Hizo 115 en el cuarto Test en Delhi, donde India no pudo convertir una ventaja de 212 carreras en la primera entrada, resultando en un empate. Después de otro empate en el quinto Test, Gavaskar anotó 123 en el sexto Test, donde Australia colapsó por una entrada después de que India superara su cuarta primera entrada en exceso de 400 en la serie. La serie contra Pakistán fue de manera similar de altas puntuaciones, con cuatro empates, tres de los cuales no llegaron a la cuarta entrada. India ganó el tercer y quinto Tests en Bombay y Madras. En Madras, anotó 166 en la primera entrada y estaba invicto en 29 cuando India anotó las carreras ganadoras. Habiendo asegurado la serie 2-0, Gavaskar fue destituido de la capitanía para el sexto Test empatado. Esto ocurrió porque Gavaskar se había negado a recorrer las Indias Occidentales para otra serie inmediatamente después, pidiendo un descanso. Como resultado, Gundappa Viswanath fue nombrado para que pudiera preparar sus habilidades de liderazgo para la gira. Al final, la gira no se llevó a cabo ya que la junta de las Indias Occidentales no estaba interesada en un equipo sin Gavaskar. La temporada terminó con un Test único contra Inglaterra en Bombay, que India perdió. En los 13 Tests de esa temporada, hizo 1027 carreras a 51.35 con tres siglos y cuatro medias centurias. Esto terminó un período de 14 meses en el que Gavaskar jugó en 22 Tests y en la Copa Mundial de Cricket de 1979. En ese tiempo, anotó 2301 carreras de Test, incluyendo ocho siglos.

### Gira por Australia
La temporada 1980-81 vio a Gavaskar regresar como capitán para la gira por Australasia, pero sería el comienzo de un reinado infeliz para Gavaskar e India. Logró solo 118 carreras a 19.66 en los tres Tests contra Australia, pero su impacto en Australia fue por un incidente controvertido. En el Melbourne Cricket Ground, cuando Gavaskar fue declarado out por el árbitro australiano Rex Whitehead, ordenó a su compañero de apertura, Chetan Chauhan, abandonar el campo. En lugar de abandonar el partido, el gerente indio, SK Durani, persuadió a Chauhan de regresar al partido, que India ganó por 59 carreras cuando Australia colapsó a 83 en su segunda entrada. India empató la serie 1-1, pero la siguiente serie de tres Tests en Nueva Zelanda señalaba el comienzo de una racha estéril de 19 Tests bajo Gavaskar, de los cuales India ganaría solo uno y perdería cinco. India perdió ante Nueva Zelanda 1-0, con Gavaskar logrando 126 carreras a 25.2. Terminó la gira por Oceanía con 244 carreras a 22.18, con solo dos medias centurias, teniendo poco impacto.

### Inglaterra en India
La temporada india de 1981-82 vio una dura victoria de serie 1-0 sobre Inglaterra en seis Tests. India ganó el Primer Test, antes de que se produjeran cinco empates consecutivos, cuatro de los cuales ni siquiera llegaron a la cuarta entrada. Gavaskar hizo 172 en el Segundo Test en Bangalore y alcanzó una media centuria en tres ocasiones más para compilar 500 carreras a 62.5. India correspondió a la visita de Inglaterra en 1982 para una serie de tres Tests, que se perdió 1-0. Gavaskar hizo 74 carreras a 24.66 pero no pudo batear en el Tercer Test.

### Gira por Sri Lanka
La temporada subcontinental de 1982-83 comenzó bien para Gavaskar a nivel individual, ya que hizo 155 en un Test único contra Sri Lanka en Madrás. Fue el primer Test entre las dos naciones, con Sri Lanka habiendo sido recientemente otorgado el estatus de Test. A pesar de esto, India no pudo terminar con sus oponentes novatos, el empate marcando el comienzo de un verano sin victorias. India jugó en doce Tests, perdiendo cinco y empatando siete. La primera serie fue una gira de seis Tests a Pakistán. India comenzó bastante bien, empatando el Primer Test en Lahore, con Gavaskar anotando 83. Pakistán luego derrotó a India en tres partidos consecutivos. En el Tercer Test en Faisalabad, Gavaskar logró una entrada invicta de 127 en la segunda entrada para forzar a Pakistán a una persecución de carreras, pero las otras dos derrotas fueron sustanciales, ambas por una entrada. A pesar de aguantar para empates en los últimos dos Tests, Gavaskar fue reemplazado por Kapil Dev como capitán después de la derrota por 3-0. A pesar de las dificultades de su equipo, Gavaskar se mantuvo productivo con 434 carreras a 47.18 con un siglo y tres medias centurias. Gavaskar fue a las Indias Occidentales para una gira de cinco Tests solo como bateador, pero no pudo reproducir la forma que había mostrado en el Caribe en 1971 y 1976. Logró solo 240 carreras a 30, ya que India fue aplastada 2-0 por los campeones mundiales. Aparte de una entrada invicta de 147 en el Tercer Test empatado en Georgetown, Guyana, su siguiente mejor esfuerzo fue 32.
La temporada 1983-84 comenzó con una serie en casa contra Pakistán, con los tres partidos siendo empates. Gavaskar anotó una centuria invicta de 103 en el Primer Test en Bangalore, e hizo dos medias centurias más para totalizar 264 carreras a 66.

### Superando el récord de test de Bradman
La serie contra Pakistán fue seguida por una serie de seis Tests contra las Indias Occidentales en el apogeo de su poder. El Primer Test se llevó a cabo en Kanpur y la India fue aplastada por una entrada. Gavaskar tuvo su bate derribado de su mano por una entrega hostil de Malcolm Marshall antes de ser despedido. En el Segundo Test en Delhi, Gavaskar dio su respuesta a Marshall, golpeándolo para un cuatro y un seis consecutivos para comenzar su entrada. Gavaskar, no dispuesto a ser dictado por los lanzadores caribeños, golpeó implacablemente el aluvión de lanzamientos cortos, alcanzando su media centuria en 37 bolas. Luego continuó anotando 121, su 29.ª centuria de Test en 94 bolas en su 95.º partido de test, igualando el récord mundial de Don Bradman. También pasó las 8,000 carreras de Test en la entrada, y fue honrado personalmente por Indira Gandhi, la primera ministra de la India en el campo. El partido fue empatado. Los 90 de Gavaskar en el Tercer Test en Ahmedabad lo vieron superar el récord mundial de Test de Geoff Boycott de 8,114 carreras en su carrera, pero fue insuficiente para evitar otra derrota. Durante el Quinto Test de la serie, India fue derrotada por una entrada en Calcuta para conceder una ventaja de 3-0 en la serie. India había ganado solo uno de sus 32 Tests más recientes y ninguno de sus últimos 28. La multitud señaló a Gavaskar, quien había hecho un pato dorado y 20. Espectadores enojados lanzaron objetos al campo de juego y se enfrentaron con la policía, antes de apedrear el autobús del equipo. En el Sexto Test en Madrás, compiló su 30.ª centuria de Test en su 99.º partido de test, con un invicto 236 que fue la puntuación más alta en un Test por un indio. Fue su 30.ª centuria de Test y su tercer doble siglo contra las Indias Occidentales, lo que lo llevó a superar el récord de 29 centurias de test de Donald Bradman. Anotó un total de 505 carreras a un promedio de 50.50 para la serie.

### Incapacidad de ganar en Tests sucesivos
Con India habiendo fallado en ganar en 29 Tests sucesivos, Kapil fue destituido como capitán y Gavaskar reanudó el liderazgo al comienzo de la temporada 1984-85. La gira de dos Tests por Pakistán resultó en dos empates más, con Gavaskar compilando 120 carreras a 40. El Primer Test contra Inglaterra vio a India romper su racha sin victorias en 32 partidos de test. Resultó ser un falso amanecer, con Inglaterra empatando la serie 1-1 en Delhi antes de otro Tercer Test controvertido en Eden Gardens en Calcuta. La multitud hostil observó cómo India bateó durante más de dos días para alcanzar 7/437 después de 203 overs. Enfurecidos por el lento ritmo de las entradas de India, la multitud coreó "¡Gavaskar fuera! ¡Gavaskar fuera!" culpándolo por el desempeño de India. Se informó que el jefe de policía local le pidió a Gavaskar que declarara para apaciguar a la multitud enojada. Cuando Gavaskar lideró a su equipo en el campo, fue golpeado con fruta.
Gavaskar juró no volver a jugar en Eden Gardens, y se retiró del equipo para el próximo partido de India en la capital bengalí dos años después, terminando su récord de 106 Tests consecutivos. El partido fue empatado, pero India cedió la serie después de perder el Cuarto. La serie terminó 1-2, y con una pobre actuación de 140 carreras a 17.5, Gavaskar renunció, aunque ya había anunciado su intención de renunciar al liderazgo antes de la serie. El cambio de capitán no mejoró la forma ni de Gavaskar ni de India mientras giraban por Sri Lanka para una serie de tres Tests. India fue avergonzada 1-0 por los principiantes en Tests en ese momento, con Gavaskar logrando solo 186 carreras a 37.2.

## Despedida internacional
En 1985-86, India hizo una gira por Australia. Los tres Tests terminaron en empate. Gavaskar anotó 166* en el Primer Test en Adelaida y 172 en el Tercer Test en Sídney, finalizando la serie con 352 carreras a un promedio de 117.33. Una gira de tres Tests por Inglaterra lo vio anotar solo 185 carreras a 30.83, aunque India ganó 2-0 a pesar de su falta de producción. En 1986-87, la última temporada de Gavaskar en el cricket de Test, India enfrentó una larga temporada de once Tests en casa. Contra un equipo australiano, Gavaskar hizo 90 en la segunda entrada del Primer Test en Madrás (ahora Chennai), dando a India la oportunidad de alcanzar el objetivo de 348, lo cual terminó en un empate. Anotó 103 en el Tercer Test para finalizar la serie con 205 carreras a 51.66. El Primer Test contra Sri Lanka en Kanpur vio la 34.ª y última centuria de Test de Gavaskar con 176. Anotó 74 y 5 en los siguientes dos Tests mientras India ganó la serie de tres partidos 2-0. La serie de cinco Tests contra los archirrivales Pakistán iba a ser su última. Gavaskar anotó 91 en el Primer Test empatado en Madrás antes de retirarse del Segundo Test en Calcuta como había prometido. En el Cuarto Test en Ahmedabad, las 63 carreras de Gavaskar lo convirtieron en el primer bateador en superar las 10,000 carreras. Con los equipos empatados 0-0 antes del Test final en Bangalore, no hubo un final de cuento de hadas. Gavaskar fue despedido por 96 en la segunda entrada mientras India fue eliminada para dar a Pakistán una victoria en la serie 1-0.
Gavaskar cerró su carrera internacional con la Copa Mundial de Críquet de 1987. Anotó 300 carreras a un promedio de 50 en el torneo. Contra Nueva Zelanda en la fase de grupos, registró su puntuación más alta en ODI con 103*. Sin embargo, la buena forma no continuó en las semifinales donde Phil Defreitas lo eliminó por 4 carreras en su última entrada internacional.

## Estilo
Gavaskar también era un excelente fildeador en las posiciones de deslizamiento, y su seguro atrapamiento en esa área lo ayudó a convertirse en el primer indio (excluyendo a los wicket-keepers) en tomar más de cien capturas en partidos de Test. En un ODI contra Pakistán en Sharjah en 1985, tomó cuatro capturas y ayudó a India a defender un pequeño total de 125. Al principio de su carrera en Tests, cuando India rara vez usaba lanzadores rápidos, Gavaskar también abría el lanzamiento para un breve período en ocasiones si solo un lanzador rápido estaba jugando, antes de que un ataque de tres lanzadores de spin tomara el relevo. El único wicket que logró fue el del paquistaní Zaheer Abbas en 1978-79.
Aunque Gavaskar no podría describirse como un bateador agresivo, tenía la habilidad de mantener el marcador en movimiento con tiros únicos como el "late flick". Su enfoque en la corrección técnica sobre el estilo significaba que su estilo de juego generalmente era menos adecuado para la forma más corta del juego, en la que tuvo menos éxito. Su infame 36 no out en la Copa Mundial de Críquet de 1975, llevando su bate durante los 60 overs completos contra Inglaterra, llevó a los seguidores indios a invadir el campo y enfrentarse a él por anotar tan lentamente cuando India necesitaba casi una carrera por bola para ganar; al final del juego India había perdido solo tres wickets pero anotado 200 carreras menos que Inglaterra. Gavaskar casi pasó por su carrera sin anotar una centuria en ODI. Logró su primera (y única) centuria en ODI en la Copa Mundial de Críquet de 1987, cuando anotó 103 not out en 88 bolas contra Nueva Zelanda en su penúltima entrada ODI en el Vidarbha Cricket Association Ground, Nagpur.

## Récords y logros
- Gavaskar fue el primer jugador de cricket de Test en superar las 10,000 carreras.[20][21]
- Mantuvo el récord del mayor número de siglos en Test (34) antes de que Sachin Tendulkar lo superara en 2005.[21]
- Anotó la mayor cantidad de carreras (774) en una serie como debutante.[20][21]
- Ha anotado la mayor cantidad de carreras en una serie (774) contra Indias Occidentales.[20]
- Tiene el máximo número de carreras y siglos anotados por un jugador contra los West Indies—2,749 carreras y 13 siglos.[21]
- Es el único jugador en anotar 4 siglos consecutivos en 2 lugares — Port of Spain y estadio Wankhede.[21]
- Es el único jugador con asociaciones de siglos en Test con 18 jugadores diferentes.[22]
- Es copropietario del récord de siglos en ambas entradas de un Test en tres ocasiones junto con los australianos Ricky Ponting y David Warner.[21]
- También se convirtió en el primer fildeador indio (excluyendo a los wicket-keepers) en superar las cien capturas en cricket de Test.[21]
- Capitaneó al equipo nacional de forma intermitente entre 1978 y 1985, incluyendo una gran victoria 2-0 sobre Pakistán en 1979-80.
- Es el primer jugador indio en llevar su bate en cricket de Test, con una puntuación de 127 no out en el Test de Faisalabad en 1983.[23]
- Fue nombrado uno de los cricketers del año por Wisden en 1980.[24]

## Estadísticas importantes
- Debut en Test: West Indies vs India en Port of Spain, 6-10 de marzo de 1971[20][21][25]
- Último Test: India vs Pakistán en Bangalore, 13-17 de marzo de 1987[20][26][25]
- Debut en ODI: Inglaterra vs India en Leeds, 13 de julio de 1974[20][21][25]
- Último ODI: India vs Inglaterra en Bombay, 5 de noviembre de 1987[20][25]
- Período de cricket de primera clase: 1966-1987[27]
- Debut en primera clase: Vazir Sultan Colt's XI vs Dungarpur XI en Hyderabad, 1966-67
- Último partido de primera clase: Rest of the World vs M.C.C. en Lord's, 1987
- Cricketer del Año según Wisden 1980[25]
- Período en List A: 1973-1988 [28]
- Centurias de Gavaskar en cricket de primera clase.
  1. Tests: 34,
  2. Ranji Trophy: 20,
  3. Irani Cup: 3,
  4. Duleep Trophy: 6,
  5. Rest of the World contra Inglaterra (su último partido de primera clase): 1,
  6. Cricket de condado para Somerset: 2,
  7. Otros partidos: 15.

Sachin Tendulkar igualó el récord de Gavaskar en centurias de primera clase el 8 de febrero de 2013
- Gavaskar fue el primer cricketer en jugar 100 partidos de Test consecutivos.

## Después de su carrera como jugador

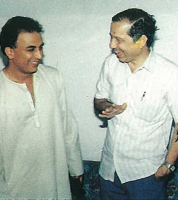
Gavaskar con el ex vicepresidente del BCCI, Dnyaneshwar Agashe.

Tras su retiro, Gavaskar ha sido un comentarista popular tanto en televisión como en prensa escrita. En 1987, participó en el programa benéfico de televisión de Prince Edward del Reino Unido, The Grand Knockout Tournament. En 2003, se convirtió en el primer indio en ofrecer la MCC Spirit of Cricket Cowdrey Lecture. También se desempeñó como asesor del equipo nacional de críquet de India durante la serie en casa contra Australia en 2004. Fue el presidente del Comité de Críquet de la ICC hasta que se vio obligado a elegir entre comentar y formar parte del comité. Abandonó el comité para continuar su carrera como comentarista.
La Conferencia Memorial Mansur Ali Khan Pataudi inaugural fue impartida por Gavaskar el 20 de febrero de 2013 en Taj Coromandel, Chennai.
El 28 de marzo de 2014, el Tribunal Supremo de India designó a Gavaskar como Presidente interino del BCCI, principalmente para supervisar la séptima temporada de la Indian Premier League. Al mismo tiempo, el Tribunal le ordenó abandonar su trabajo como comentarista.
Gavaskar se unió a Triton Solar como su embajador de marca.

## Carrera en el entretenimiento
Gavaskar también intentó suerte en la actuación en la pantalla grande. Interpretó el papel principal en la película en marathi "Savli Premachi". La película no recibió mucha apreciación. [cita requerida] Tras muchos años, apareció en un papel invitado en la película hindi "Maalamaal" (1988) junto a Naseeruddin Shah y Satish Shah. También ha cantado una canción en marathi, "Ya Duniyemadhye Thambayaala Vel Konala", escrita por el destacado letrista marathi Shantaram Nandgaonkar. La canción reflejaba las similitudes entre un partido de críquet y la vida real.

## Honores
- En 1980, Gavaskar recibió el premio Padma Bhushan por su exitosa carrera internacional en el cricket, de manos del Presidente Neelam Sanjiva Reddy.[39]
- El 22 de diciembre de 1994, Gavaskar fue investido como Sheriff de Bombay—un cargo honorífico, por un año, en Raj Bhavan en Mumbai en presencia del Gobernador P C Alexander y el ministro principal Sharad Pawar.[40]
- En 1996, se instituyó el Border-Gavaskar Trophy para la serie de pruebas bilateral entre India y Australia en honor a él y a Allan Border. Ambos jugadores anotaron más de 10,000 carreras en sus respectivas carreras de Test y capitaneaban a sus equipos.[41]
- El "Gavaskar Stadium" en su distrito natal de Vengurla ha sido nombrado en su honor.[42]
- En 2003, se convirtió en el primer cricketer indio en ofrecer la MCC Spirit Of Cricket Cowdrey Lecture. Fue el tercer conferencista en la historia de la Cowdrey lecture.
- El 21 de noviembre de 2012, Gavaskar recibió el prestigioso Premio Col. C. K. Nayudu a la Trayectoria de la BCCI en la Función Anual de Premios de la BCCI 2011–12. El Premio a la Trayectoria otorgado a Gavaskar incluyó una citación, trofeo y un cheque por 25 lakhs, y recibió este premio del entonces presidente de la BCCI N. Srinivasan.[43]
- El 15 de octubre de 2017, Gavaskar inauguró un campo de cricket en Louisville en el estado de Kentucky en Estados Unidos, convirtiéndose así en la primera instalación deportiva internacional nombrada en honor a un deportista indio. El "Sunil M. Gavaskar Cricket Field" sirve como campo de casa para el Louisville Cricket Club, que es parte de la MidWest Cricket League de 42 equipos. Gavaskar recibió las llaves del terreno del alcalde de Louisville Greg Fischer.[44][45]

## Obras escritas
Gavaskar escribió cuatro libros sobre cricket, incluyendo su propia autobiografía
- Sunny Days: An Autobiography, 1976[46]
- Idols, 1983[47]
- Runs 'n' Ruins, 1984[47]
- One Day Wonders, 1986[48]

## Controversias
El 25 de marzo de 2008, Malcolm Speed, director ejecutivo de la ICC, le dijo a Gavaskar "muy claramente", durante una reunión entre ambos en Dubái, que tendría que renunciar a su puesto en la ICC si no dejaba su trabajo como comentarista y columnista de periódicos, en el cual ha criticado frecuentemente a sus empleadores y ha hecho serias acusaciones de racismo. Desató una controversia a principios de 2008 por sus comentarios sobre el polémico Partido de Test de Sídney: "Millones de indios quieren saber si fue un 'blanco' tomando la palabra del 'blanco' contra la del 'hombre de color'. Simplemente, si no había evidencia de audio, ni los oficiales escucharon nada, entonces el cargo no se mantenía." A pesar de que el comentario de Gavaskar hacía referencia a Mike Procter y no a la ICC, el escritor australiano Gideon Haigh dijo que, si Gavaskar realmente creía esto, "entonces debería casi con seguridad dimitir, ya que si la ICC es una fortaleza de la 'justicia del hombre blanco', Gavaskar lleva algo de culpa por no haberlo cambiado.

## Vida personal
Nacido en una familia de habla marathi compuesta por Meenal (nacida Mantri) y Manohar Gavaskar, Gavaskar está casado con Marshneill Gavaskar (nacida Mehrotra), hija de un industrial del cuero de Kanpur. Su hijo, Rohan, nacido en Kanpur, también fue cricketer y jugó 11 One Day Internationals para India, pero no pudo consolidar su lugar en el equipo. Rohan recibió el nombre de "Rohan Jaivishwa" por su padre como tributo a sus 3 cricketers favoritos—Rohan Kanhai; M. L. Jaisimha; y el tío de Rohan, Gundappa Vishwanath—aunque su nombre suele registrarse como Rohan Sunil Gavaskar.
Según su autobiografía, "Sunny Days", en su propia versión, Sunil Gavaskar afirmó que fue intercambiado con el bebé de un pescador al nacer. Fue su tío quien se dio cuenta de que el niño no era Sunil, ya que tenía una marca de nacimiento cerca de la oreja. "Quizás, habría crecido para ser un pescador desconocido, trabajando en algún lugar a lo largo de la costa oeste," escribió Gavaskar.
Su tío materno era el cricketer indio retirado Madhav Mantri. Su hermana Kavita Viswanath está casada con el cricketer Gundappa Viswanath. Su otra hermana—Nutan Gavaskar fue la secretaria general honoraria de la Women's Cricket Association of India (WCAI).
Según una narración de su hijo Rohan, Gavaskar salvó a una familia musulmana de una multitud violenta durante los Bombay riots de 1993. “Estábamos en nuestra terraza justo después de las explosiones de bombas, unos días después, cuando vimos a una multitud de odio, y habían acorralado a una familia. Sabíamos que no tenían buenas intenciones hacia la familia y papá vio eso, corrió abajo y confrontó a la multitud de odio. Les dijo, ‘lo que le vayan a hacer a esa familia, primero me lo harán a mí’, y luego la sensatez prevaleció y se permitió que la familia se fuera”.

## En la cultura popular
La película de 2021 83 presenta a Tahir Raj Bhasin como Gavaskar.